# Andalusien-Rundfahrt 2010
Die 56. Andalusien-Rundfahrt fand vom 21. bis 25. Februar 2010 statt. Das Radrennen wurde in fünf Etappen über eine Distanz von 676,5 Kilometern ausgetragen.

## Etappen
| Etappe    | Tag         | Start – Ziel              | km         | Etappensieger          | Führender       |
| --------- | ----------- | ------------------------- | ---------- | ---------------------- | --------------- |
| 1. Etappe | 21. Februar | Jaén – La Guardia de Jaén | 159,2      | Sergio Pardilla        | Sergio Pardilla |
| 2. Etappe | 22. Februar | Otura – Córdoba           | 182,2      | Óscar Freire           | Sergio Pardilla |
| 3. Etappe | 23. Februar | Marbella – Benahavís      | 162,5      | Óscar Freire           | Sergio Pardilla |
| 4. Etappe | 24. Februar | Málaga – Málaga           | 10,9 (EZF) | Alex Rasmussen         | Michael Rogers  |
| 5. Etappe | 25. Februar | Torrox – Antequera        | 161,4      | Francisco José Ventoso | Michael Rogers  |